# Stadtkirche St. Barbara (Ortrand)

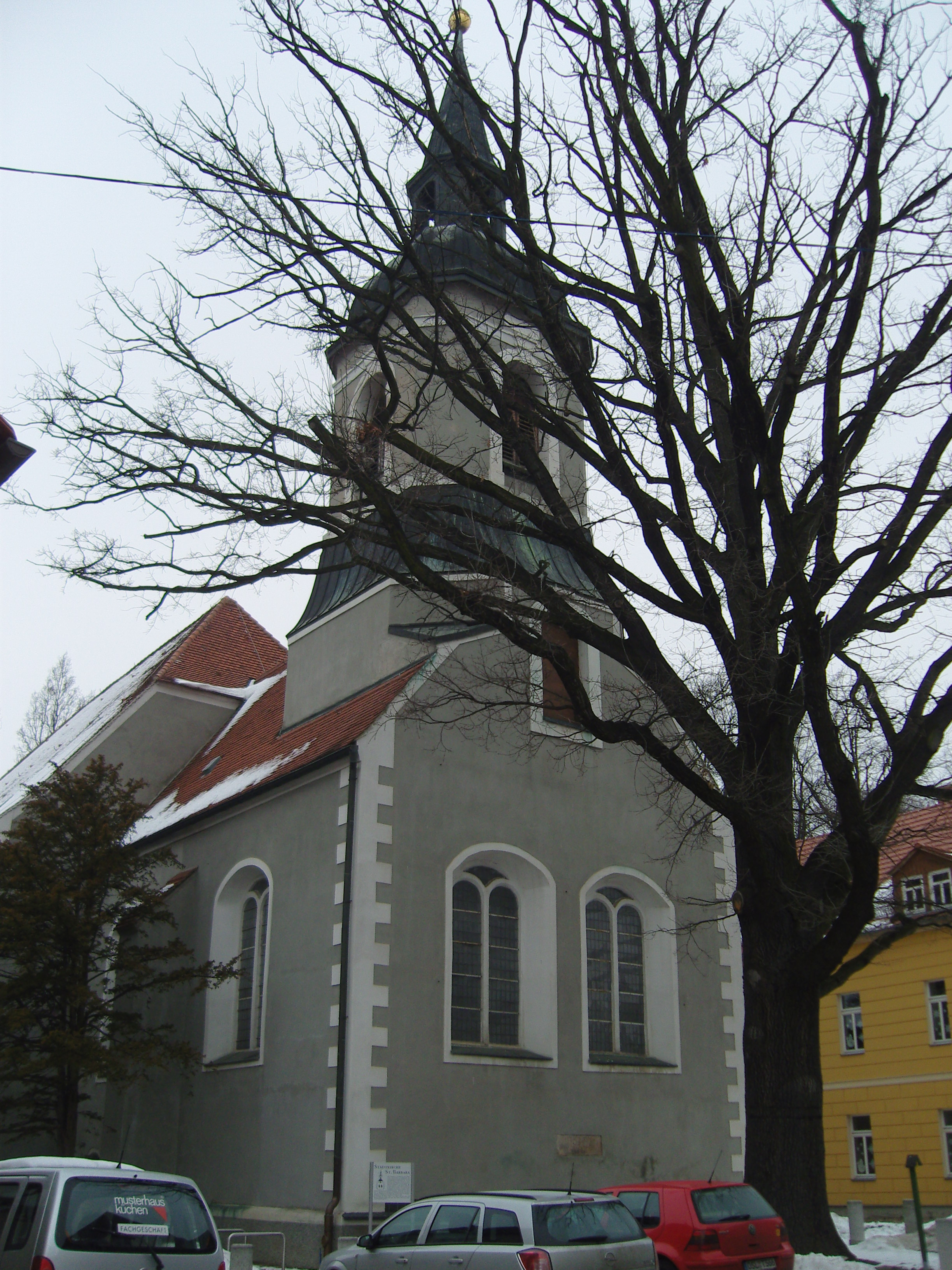
Stadtkirche St. Barbara

Das Stadtkirche St. Barbara ist eine denkmalgeschützte Kirche in der südbrandenburgischen Stadt Ortrand im Landkreis Oberspreewald-Lausitz. Im Verzeichnis der Denkmale in Brandenburg ist sie unter Nr. 09120216 eingetragen.

## Geschichte
Die Kirche wurde im Jahr 1563 gegründet, da die Jakobuskirche einer Hauptreparatur bedurfte. Sie entstand aus der ehemaligen Barbara-Kapelle. Die Kapelle wurde bereits im Jahr 1346 als Capella Barbarae im Meißner Bistumsmatrikel erwähnt.
Den Umbau führte von Benjamin Schimmer aus Königsbrück von 1563 bis 1565 durch. Der Turm an der Nordseite der Kirche wurde auf der ehemaligen Sakristei errichtet. Beim Stadtbrand im Jahr 1612 wurde die Kirche völlig zerstört. Der Wiederaufbau dauerte bis zum Jahr 1627, der Ausbruch des Dreißigjährigen Kriegs trug zur Bauverzögerung bei. In der Zwischenzeit wurde die Jakobskirche als Kirche genutzt. Am 12. August 1627 wurde die Barbarakirche wieder eingeweiht. Bei einem erneuten Stadtbrand am 19. April 1707 blieb die Kirche stehen, erlitt aber Schäden. Sämtliche umliegenden Gebäude wurden zerstört. Aufgrund der Brandschäden wurden die Kirche von 1728 bis 1732 saniert und umgebaut. Bei diesem Umbau unter der Hauptdirektion von George Bähr, der auch die Dresdner Frauenkirche und die Georgskirche im nahegelegenen Großkmehlen erbaute, erfolgte ein Abriss des beschädigten Turms über der Sakristei. Stattdessen errichtet Bähr über dem Altarraum einen Dachreiter mit Haube und Laterne und Turmknopf. Die Gesamtkosten für den Umbau betrugen 1686 Taler. Weitere Ausbesserungen erfolgten in den Jahren 1772, 1821, 1872, 1895 und 1928. Im Ersten Weltkrieg wurde die Bronzeglocken eingeschmolzen, diese wurde 1920 durch drei Stahlglocken ersetzt. Im Jahr 1934 wurde die Ratsempore abgebrochen. Des Weiteren wurden die Sonderstände entfernt und die Seitenemporen neu errichtet. In den 1960er-Jahren wurde die Altarwand abgebaut und eine neue Kanzel aufgestellt. Von 1983 bis 1984 wurden Turm und Außenputz erneut instand gesetzt. Am 17. November 1984 wurde in einer Feierstunde der vergoldete Turmknopf mit Stern aufgesetzt.

## Baubeschreibung

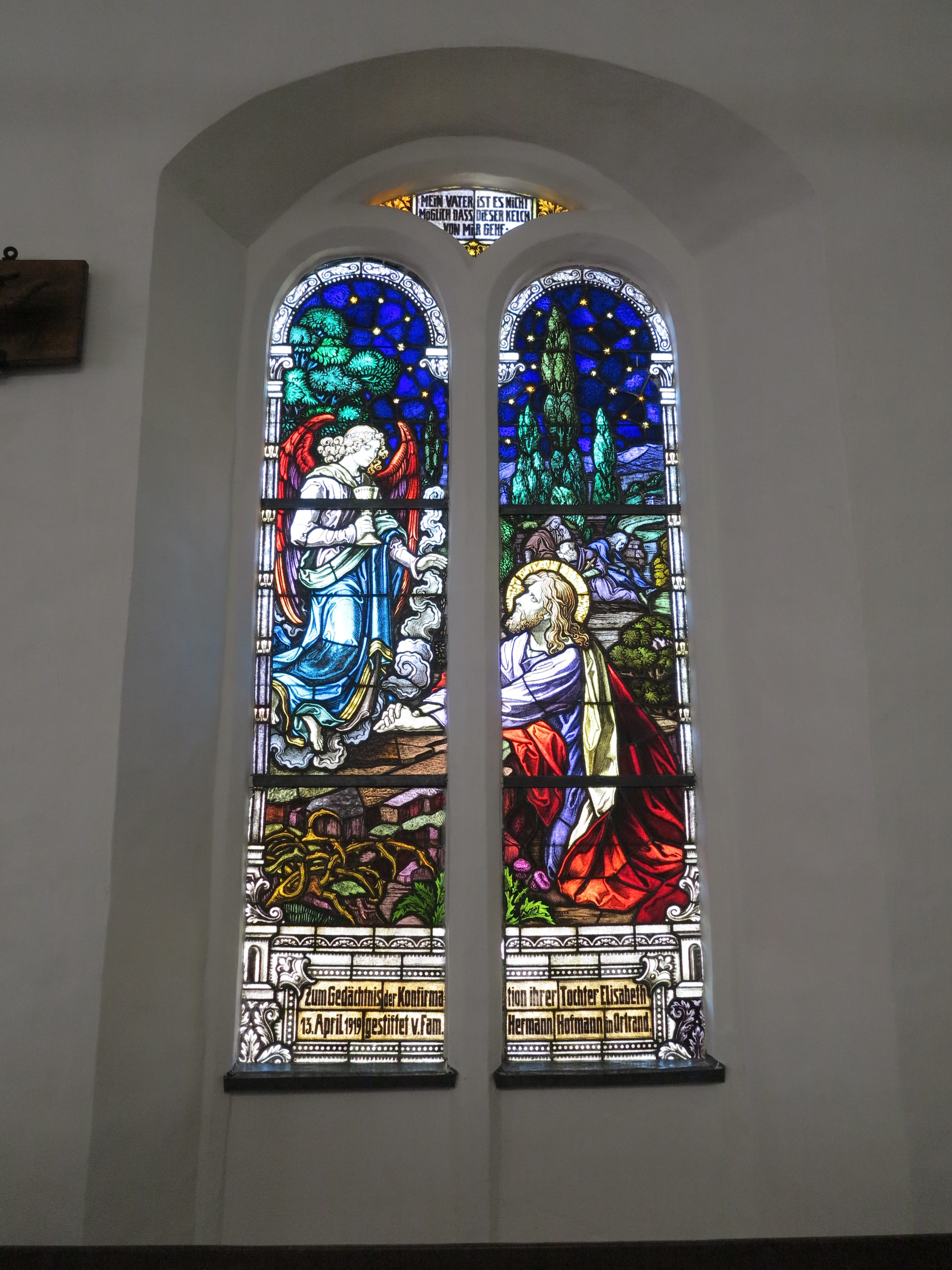
Jesus betet im Garten Gethsemane

Die Kirche ist eine spätgotische dreischiffige Hallenkirche. An der Ostseite befindet sich ein Schriftstein, der auf Baubeginn und Baumeister verweist: 1. 5. 63 FVND. PER. B. S. 18. MAII (1563 fundiert durch Benjamin Schimmer 18. Mai). Über dem Altarraum befinden sich ein Dachreiter mit Haube und Laterne. Die Außenpforten an der Südseite im Chor und an der Nordseite im Schiff sind mit Beschlagornamenten im Flachschnitt verziert. Die Pforten stammen aus den Jahren 1627 beziehungsweise 1629.
Das Kircheninnere wurde durch Friedrich Press von 1986 bis 1988 nach dem Motiv Durch Leiden zur Auferstehung gestaltet.
Friedrich Press hat viele Kirchen gestaltet und sich bemüht, jeder Kirche einen eigenen Akzent zu geben. Wenn Motive auch in anderen Kirchen verwendet wurden, bekamen sie einen anderen Kontext oder eine andere Form.
Der Altarraum in der Barbara-Kirche in Ortrand wird von einem großen Kreuz dominiert, das sich nach oben hin weitet, was auf die Auferstehung hindeutet. Auch der Spalt im Kreuz weitet sich nach oben und interpretiert Matthäus 27,51: „… der Vorhang im Tempel zerriss in zwei Stücke von oben an bis unten aus…“. Christus selbst ist nicht mehr auf dem Kreuz. Er ist auferstanden. Die Blutspur erinnert an seinen Kreuzestod. Unter dem Kreuz sind die Jünger versammelt. Ein Jünger weist auf die Mutter Jesu, die in der Urgemeinde wahrscheinlich mehr als eine Ehrenposition hatte. Der Altar ist eine Kombination von angedeutetem sechseckigen Davidstern und dem Opferlamm. Rechts unten ist der Kopf des Opferlamms zu sehen. Beides weist darauf hin, dass mit dem Tod Jesu die Opfer vorbei sein sollen. Gleichzeitig ist es Hinweis auf die Schuld, die das Christentum über die Jahrhunderte durch die Verfolgung der Juden, bis hin zum Holocaust, auf sich geladen hat. Das Taufwasser kommt aus einem großen ebenerdigen Becken, in dem sich ständig frisches Wasser befindet. 
Ein Buntglasfenster zeigt Jesus im Garten Gethsemane.

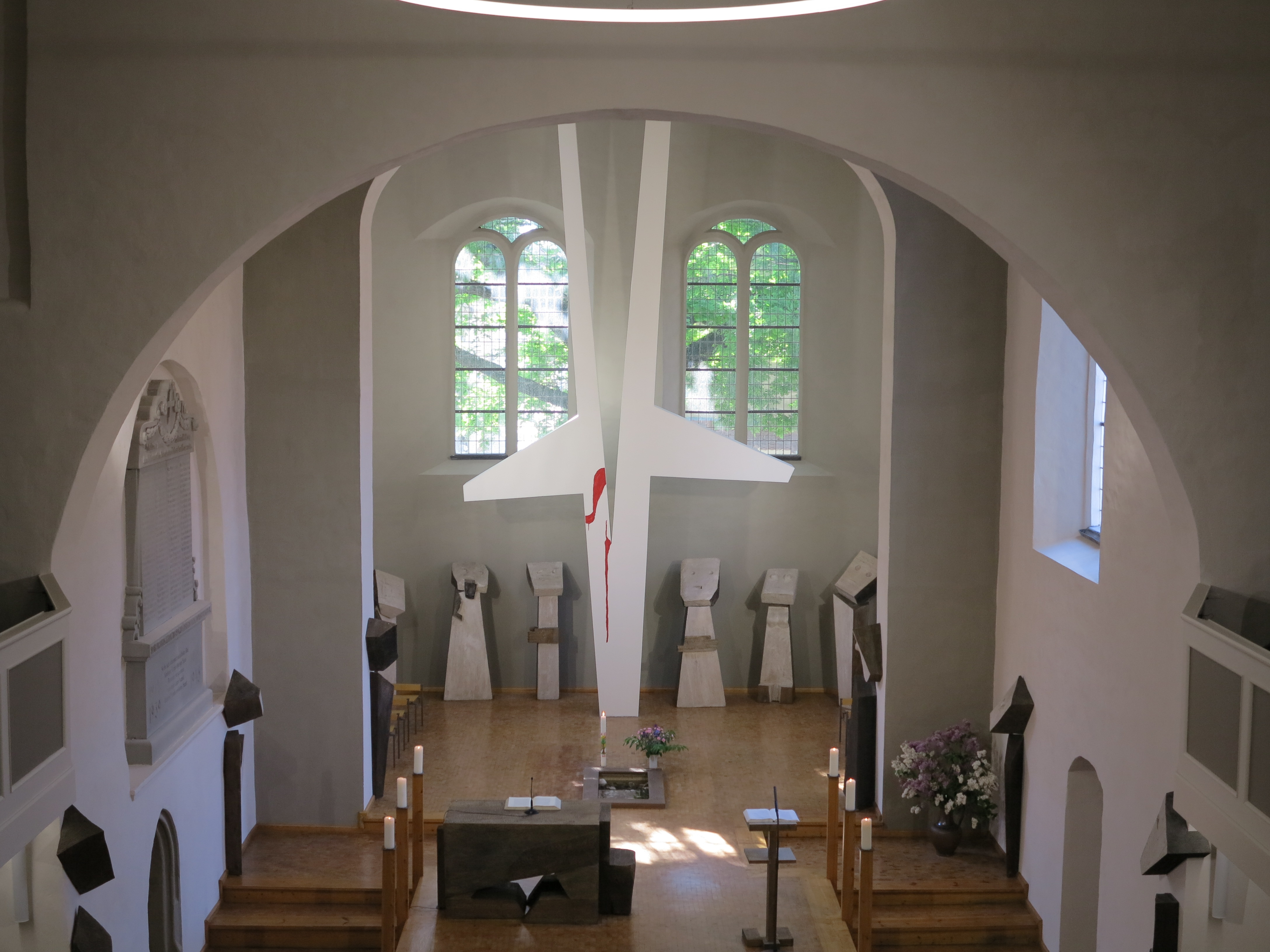
Blick von der Orgelempore in den Altarraum der Barbara-Kirche

## Orgel
Das vorhandene Instrument aus dem Jahr 1847 stammt von Johann Friedrich Turley und verfügte ursprünglich über 18 Registern, verteilt auf zwei Manuale und Pedal. Durch Arno Voigt, Orgelbauanstalt aus Bad Liebenwerda, wurde die Orgel als Opus 40 mit 23 Registern (19 klingende) und mit pneumatischer Spiel- und Registertraktur umgebaut. Es handelte sich um einen technischen Neubau unter Einbeziehung eines Großteils der Register von Turley. Für Voigt war es der erste Großauftrag des Unternehmens 1918, das während des Ersten Weltkriegs auf Möbelherstellung umgestellt hatte. Ein weiterer Umbau erfolgte 1952–1955 unter Reinhard Schmeisser, der zu weiterer Substanzverlust führte. Nach dem Verfall der Orgel begann 2022 die Restaurierung und Rekonstruktion der größten erhaltenen und einzigen zweimanualigen Turley-Orgel durch Hermann Eule Orgelbau Bautzen mithilfe von Spenden und Fördergeldern. Die ursprüngliche Disposition wurde 2024 um vier Register erweitert, die in keinem anderen Instrument Turleys erhalten sind:
| I Hauptwerk C–f3 |       |      |
| Bordun           | 16′   |      |
| Principal        | 8′    |      |
| Hohlflöte        | 8′    |      |
| Viola di Gamba   | 8′    |      |
| Octave           | 4′    |      |
| Quinte           | 2 ⁄3′ |      |
| Superoctave      | 2′    |      |
| Mixtur IV        |       |      |
| Cornett IV       |       |      |
| Fagott & Oboe    | 8′    | 2004 |

| II Hinterwerk C–f3 |     |           |
| Viola d’amour      | 8′  |           |
| Flauto traverso    | 8′  | 2004      |
| Gedackt            | 8′  |           |
| Principal          | 4′  |           |
| Flaute             | 4′  |           |
| Spitzflöte         | 2′  |           |
| Physharmonica      | 16′ | 2004      |
| Physharmonica      | 8′  | Ext. 2004 |

| Pedal C–d1 |     |
| Violon     | 16′ |
| Subbass    | 16′ |
| Oktavbass  | 8′  |
| Posaune    | 16′ |

- Koppeln: II/I, I/P

## Glocken
Die Stahlglocken wiegen 14, 23 und 42 Zentner.